# Myjailo Kojan
Myjailo Kojan (en ucraniano: Михайло Кохан, Dnipropetrovsk, 22 de enero de 2001) es un deportista ucraniano que compite en atletismo, especialista en la prueba de lanzamiento de martillo.
Participó en dos Juegos Olímpicos de Verano, obteniendo una medalla de bronce en París 2024, en el lanzamiento de martillo, y el cuarto lugar en Tokio 2020, en la misma prueba.
En los Juegos Europeos de Cracovia 2023 consiguió una medalla de plata en su especialidad. Ganó  una medalla de bronce en el Campeonato Europeo de Atletismo de 2024.

## Palmarés internacional
| Juegos Olímpicos   | Juegos Olímpicos  | Juegos Olímpicos  | Juegos Olímpicos |
| Año                | Lugar             | Medalla           | Prueba           |
| ------------------ | ----------------- | ----------------- | ---------------- |
| 2024               | París (Francia)   | Medalla de bronce | Martillo         |
| Juegos Europeos    |                   |                   |                  |
| Año                | Lugar             | Medalla           | Prueba           |
| 2023               | Chorzów (Polonia) | Medalla de plata  | Martillo         |
| Campeonato Europeo |                   |                   |                  |
| Año                | Lugar             | Medalla           | Prueba           |
| 2024               | Roma (Italia)     | Medalla de bronce | Martillo         |